# Ma femme est un violon
Pour plus de détails, voir Fiche technique et Distribution.
Ma femme est un violon (titre original : Il merlo maschio) est un film italien réalisé par Pasquale Festa Campanile, sorti en 1971. 
Le film est l'adaptation cinématographique de la nouvelle Il complesso di Loth parue en 1968 et écrite par Luciano Bianciardi, qui apparaît dans le film comme le violoncelliste Mazzacurati.
Ce grand classique de la comédie érotique à l'italienne décrit un cas de candaulisme. Quelques affiches du début des années 1970 montraient Laura Antonelli, de dos, accroupie face au musicien assis, et imitaient ainsi une célèbre photo de Man Ray.

## Synopsis
Niccolò Vivaldi, un violoncelliste frustré et las d'une existence confinée dans un anonymat étouffant, découvre que l'admiration suscitée par la beauté de sa femme, Costanza, rejaillit sur lui. Dès lors, il décide de l'exhiber en public afin d'en tirer une gloire personnelle.

## Fiche technique
- Titre français : Ma femme est un violon ou Comment photographier sa femme pour faire plaisir aux amis[1]
- Titre original italien : Il merlo maschio
- Réalisation : Pasquale Festa Campanile
- Scénario : Luciano Bianciardi,  Pasquale Festa Campanile
- Photographie : Silvano Ippoliti
- Montage : Sergio Montanari, Mario Morra
- Musique : Riz Ortolani
- Costumes : Ezio Altieri
- Producteur : Silvio Clementelli
- Société de distribution : Planfilm
- Pays de production : Italie
- Langue originale : Italien
- Genre : comédie
- Durée : 110 minutes
- Dates de sortie : 
  - Italie : 22 septembre 1971
  - France : 6 décembre 1973[1]

## Distribution
- Laura Antonelli : Costanza Vivaldi
- Lando Buzzanca : Niccolò Vivaldi
- Gianrico Tedeschi : le Chef d'Orchestre
- Ferruccio De Ceresa : le psychanalyste
- Lino Toffolo: le violoncelliste Cavalmoretti
- Luciano Bianciardi : le violoncelliste Mazzacurati
- Elsa Vazzoler: la mère de Costanza
- Gino Cavalieri: le père de Costanza
- Enzo Robutti